# BICEP

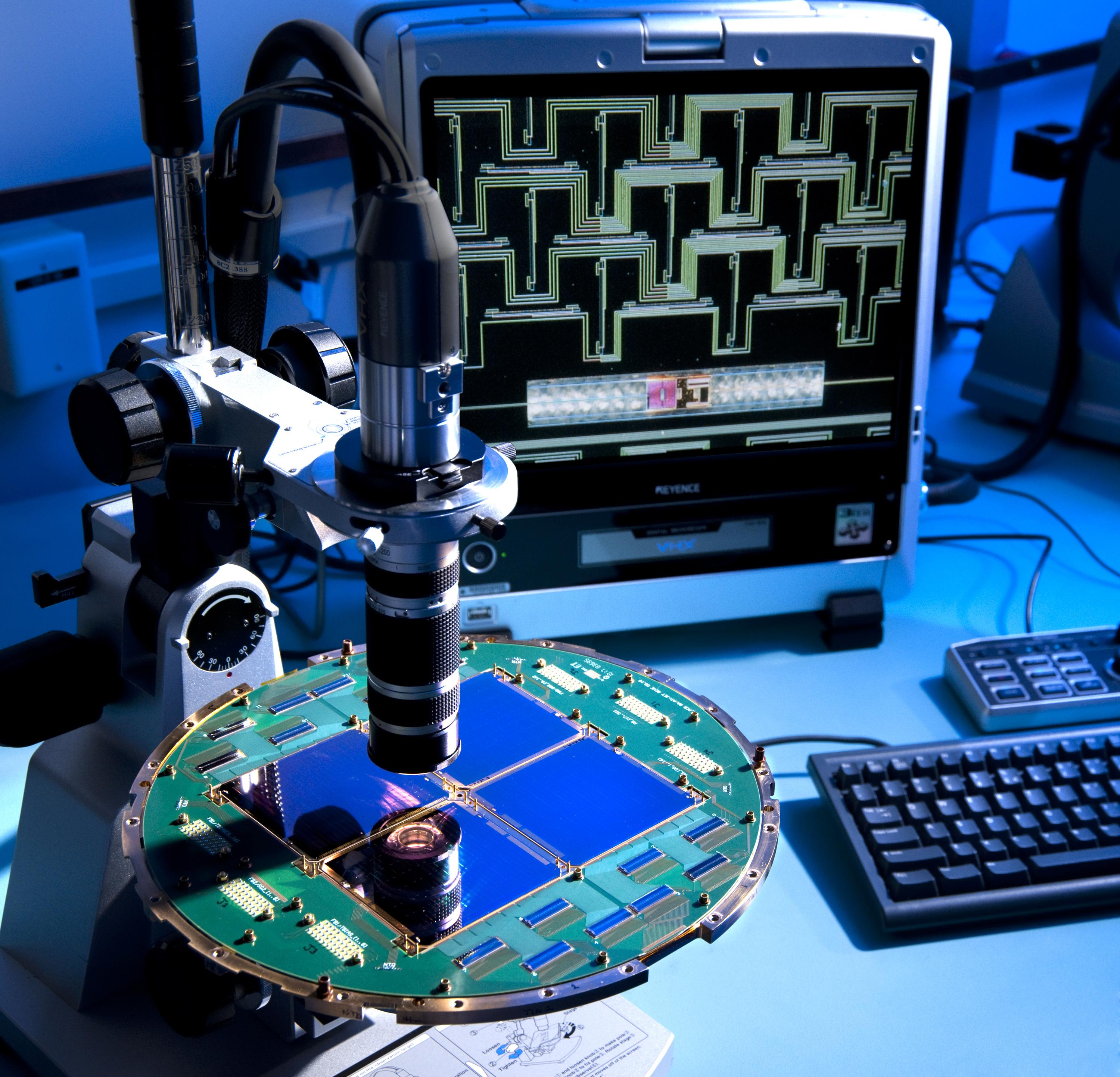
Detektor BICEP2 pod mikroskopem

BICEP (Background Imaging of Cosmic Extragalactic Polarization) – seria eksperymentów dotyczących mikrofalowego promieniowania tła. Mają one na celu pomiar polaryzacji promieniowania tła, a w szczególności pomiar polaryzacji typu B. W eksperymentach biorą udział trzy generacje instrumentów: BICEP1, BICEP2 oraz Keck. BICEP3 jest w fazie konstrukcji. W marcu 2014 roku eksperymenty potwierdziły istnienie pierwszego typu polaryzacji typu B na poziomie {\displaystyle r=0{,}2_{-0,05}^{+0,07}.} Jednak w opublikowanym we wrześniu 2014 roku przez zespół pracujący przy eksperymencie Planck preprincie stwierdzono, że metodyka postępowania przy pomiarze w eksperymencie BICEP nie pozostawia „czystego” okna, w którym można by dokonać pomiaru modów B bez odjęcia emisji szumu.
| Instrument | Początek | Koniec | Częstotliwość | Rozdzielczość | Detektory (w pikselach) |
| ---------- | -------- | ------ | ------------- | ------------- | ----------------------- |
| BICEP      | 2006     | 2008   | 100 GHz       | 0,93°         | 50 (25)                 |
| BICEP      | 2006     | 2008   | 150 GHz       | 0,60°         | 48 (24)                 |
| BICEP2     | 2010     | 2012   | 150 GHz       | 0,52°         | 500 (250)               |
| Keck       | 2011     | 2011   | 150 GHz       | 0,52°         | 1488 (744)              |
| Keck       | 2012     | 2012   | 150 GHz       | 0,52°         | 2480 (1240)             |
| Keck       | 2013     | –      | 150 GHz       | 0,52°         | 1488 (744)              |
| Keck       | 2013     | –      | 100 GHz       |               | 992                     |
| BICEP3     | 2013     | –      | 95 GHz        | 0,37°         | 2560 (1280)             |